# Ермаковское
Ермако́вское — село в Красноярском крае, административный центр Ермаковского района и Ермаковского сельсовета.

## Географическое положение
Находится на реке Оя (приток Енисея), в 65 км к юго-востоку от Минусинска и в 305 км к югу от Красноярска. Через село проходит автодорога федерального значения Р257 «Енисей».

## История

### XIX век
В августе 1829 года для размещения политических ссыльных в Шушенской волости Минусинского округа Енисейской губернии, было заложено казённое поселение Ермаковское. Своё название поселение получило от фамилии старейшего ходока и своего основателя — Ермакова. Первые поселенцы были из Пермской, Вологодской и Самарской губерний. Поселение построено на месте заимок, в которых жили крестьяне Шушенской волости.
Темпы развития села были высокими, чему способствовало приграничное положение. В нём формировались купеческие караваны на прииски в Туву, был казачий пограничный отряд. В 1856 году была построена деревянная церковь «Трёх Святителей», и поселение Ермаковское приобрело статус села. К этому времени в нём насчитывалось 152 двора. Ермаковское являлось крупнейшим селом в Минусинском округе. Основными видами деятельности были сельское хозяйство, промыслы и торговля.
Во второй половине XIX века в село прибывают переселенцы из других губерний.
В 1884 году из состава Шушенской волости выделилась Ермаковская. С этого времени село Ермаковское стало волостным центром.
В 1899 году в селе прошло совещание политических ссыльных с участием В.И. Ленина, в процессе которого был подписан протест российских социал-демократов.

### XX век
В конце XIX — начале XX веков Ермаковское стало местом ссылки польских повстанцев, социал-демократов — Анатолия Александровича Ванеева, Виктора Константиновича Курнатовского, Пантелеймона Николаевича и Ольги Борисовны Лепешинских,так же Алексеев Пётр Васильевич. После установления советской власти в Минусинском уезде 21 января 1918 года в Ермаковском состоялось собрание крестьян, на котором был образован Ермаковский волостной Совет под председательством В. Чиркова. В июле 1918 года в результате мятежа Чехословацкого корпуса власть в Ермаковской волости перешла к контрреволюционерам. В конце сентября 1919 года советской партизанской армией Кравченко—Щетинкина Ермаковская волость вновь переведена под управление советской власти. 9 октября 1919 года в Ермаковском состоялся волостной крестьянский съезд, упразднивший волостную земскую управу и передавший власть волостному Совету.
В 1906 году, по данным Енисейского Губернского Статистического Комитета, в Ермаковском имелись церковно-приходское попечительство, лечебница, церковь и школа. Жителей проживало 2513 человек. В Ермаковскую волость входили села Ермаковское, Разъезженское, Мигна, деревни — Жеблахты, Николаевка, Ново-Троицкая, Манзалык, Листвянка, Салба, Ново-Саянская, Верхний Кебеж, Григорьевка, Нижний Суэтук, Верхний Суэтук, Ново-Полтавка. Старшиной в Ермаковском волостном правлении был И. И. Шатунов. На 1 января 1911 году в Ермаковском насчитывалось 447 дворов, проживало 3550 человек. К этому времени в селе были аптека, хлебопекарня, казенный склад земледельческих орудий, пять магазинов, кредитное товарищество, потребительское общество.
Мирная работа была прервана белогвардейским мятежом. Летом в Сибири началась гражданская война. 18 июля белогвардейцами был захвачен Красноярск. По всей губернии прокатилась волна репрессий. В Ермаковской волости стали создаваться подпольные группы. началось восстание в двадцати волостях Минусинского уезда. Однако плохо вооружённые и необученные, не имеющие чёткой программы действий, повстанцы потерпели поражение. В сентябре 1919 года начала освободительный поход армия Щетинкина и Кравченко. 13 сентября был освобожден Минусинск, а в октябре в Ермаковском был организован волостной совет, председателем которого был избран житель Жеблахтов Н. А. Мезенцев.
В 1924 году в Енисейской губернии меняется административное подчинение, образовываются новые районы, в том числе, Ленинский район с центром в селе Ермаковском. В него вошли Григорьевская, Ермаковская, Шушенская волости и часть Каптыревской волости. В конце марта этого же года район был переименован в Ермаковский. В 1929 году в село приходит радио. В 1933 году в районе устанавливается два радиотрансляционных узла.
В конце 1920-х гг. началась коллективизация сельского хозяйства, в селе организовали первый колхоз имени Ванеева, затем ещё два колхоза. Уже в 1933 году в колхозах появились первые тракторы, комбайны, автомашины, в 1935 году вступила в строй Ермаковская МТС, которая обслуживала треть хозяйств района. На полную мощность заработал Ермаковский промкомбинат, где действовали пимокатный, сапожный, швейный, гончарный, слесарный, бондарный и шорный цеха В зерновом хозяйстве выводились сортовые семена. Стали вводиться технические культуры. Практически во всех хозяйствах выращивались лен, конопля, подсолнечник, а позднее и табак.
За годы войны, из района ушло на фронт около шести тысяч человек. Многие уходили на фронт целыми семьями. В боях с фашистскими захватчиками отличились многие. Среди героев Советского Союза имена уроженцев села: Н. П. Кабак, А. И. Шахова, В. П. Брагина, П. Н. Суркова. Производство велось самоотверженными темпами, так на райпромкомбинате вместо 5400 пар лыж по плану, выпустили 12 500 пар для укомплектования лыжных батальонов Красной Армии. Комсомольцы колхоза им. Стаханова в письме гвардейцам докладывали, что сдали в фонд Красной армии 800 центнеров хлеба сверх плана. Колхоз был признан передовым и занесён на краевую Доску почета. На строительство танковой колоны «Красноярский колхозник» жителями села было собрано 24 тысячи рублей. В районе был организован сбор лекарственного сырья, дикорастущих ягод, занимались сушкой картофеля. В 1941 году была создана комиссия по приёму материальных ценностей в Фонд обороны.
Жителями Ермаковского осуществлялась гуманитарная помощь населению освобожденных областей, раненным бойцам и ослабленным детям, прибывавшим в район. Для размещения военного госпиталя использовалась ермаковская, казанцевская средние школы и шушенский техникум. Ощутимую помощь сельскому хозяйству в годы войны оказали школьники. На уборке урожая в 1942 году работало 4159 учащихся. За общественную работу по обучению и воспитанию детей Указом Президиума Верховного Совета СССР 1945 года Орденом Ленина была награждена учительница Ермаковской средней школы П. Н. Шатченко, Орденом Знак Почета — заведующий Ермаковского районного отдела народного образования А. Н. Городецкий.
Летом 1947 года началось строительство Ермаковской ГРЭС. В пятидесятые годы развёрнуто массовое строительство небольших электростанций.
В 1951 году была пущена в эксплуатацию районная инкубаторная станция, которая за сезон выдавала до 80 тысяч голов цыплят. Первым хозяйством-миллионером в 1952 году стал колхоз имени Сталина. Через несколько лет он был переименован в колхоз «Маяк».
В 1962 году район был объединён с Шушенским, и только в 1967 году он снова становится самостоятельным. На рубеже 1950—1960-х в селе начинается строительство первой очереди водопровода, возведение средней школы, поликлиники, гостиницы и пекарни.
Сельскохозяйственные коллективы, кроме разведения крупного рогатого скота, занимались выращиванием птицы, разведением кроликов, овец, свиней, маралов. В Маралсовхозе в 1959 году насчитывалось более тысячи маралов. Возделывание зерновых было приоритетным, в то же время широко культивировались и овощные культуры. Во многих хозяйствах имелись пасеки, закладывались сады, в промышленном объёме выращивались ягоды. В 1970-х годах сельскохозяйственные предприятия района занимались выращиванием пшеницы, овса, ячменя, гороха, гречихи, озимой ржи, проса, а также кормовых культур. Основным направлением развития сельского хозяйства стало мясомолочное производство.

### XXI век
Село занимает площадь свыше 1000 га, насчитывает 114 улиц, четыре площади, имеет 115 торговых точек, 2 школы, 6 аптек и аптечных пунктов, Дом культуры, больницу, парикмахерские, ателье и службу быта. Сегодня Ермаковское — культурный благоустроенный центр юга Красноярского края.

## Население
| 1939 | 1959  | 1970  | 1979  | 1989  | 2002  | 2010  |
| ---- | ----- | ----- | ----- | ----- | ----- | ----- |
| 5386 | ↗6266 | ↗7563 | ↗8261 | ↗9494 | ↘9051 | ↘8557 |

## Экономика
Экономика представлена деревообработкой, лесхозом, пищекомбинатом, коммунально-бытовыми предприятиями, производством хлеба и хлебобулочных изделий.
В современном Ермаковском расположены основные промышленные предприятия района, предприятия жилищно-коммунального хозяйства, строительные организации, предприятия по заготовке и обработке древесины.

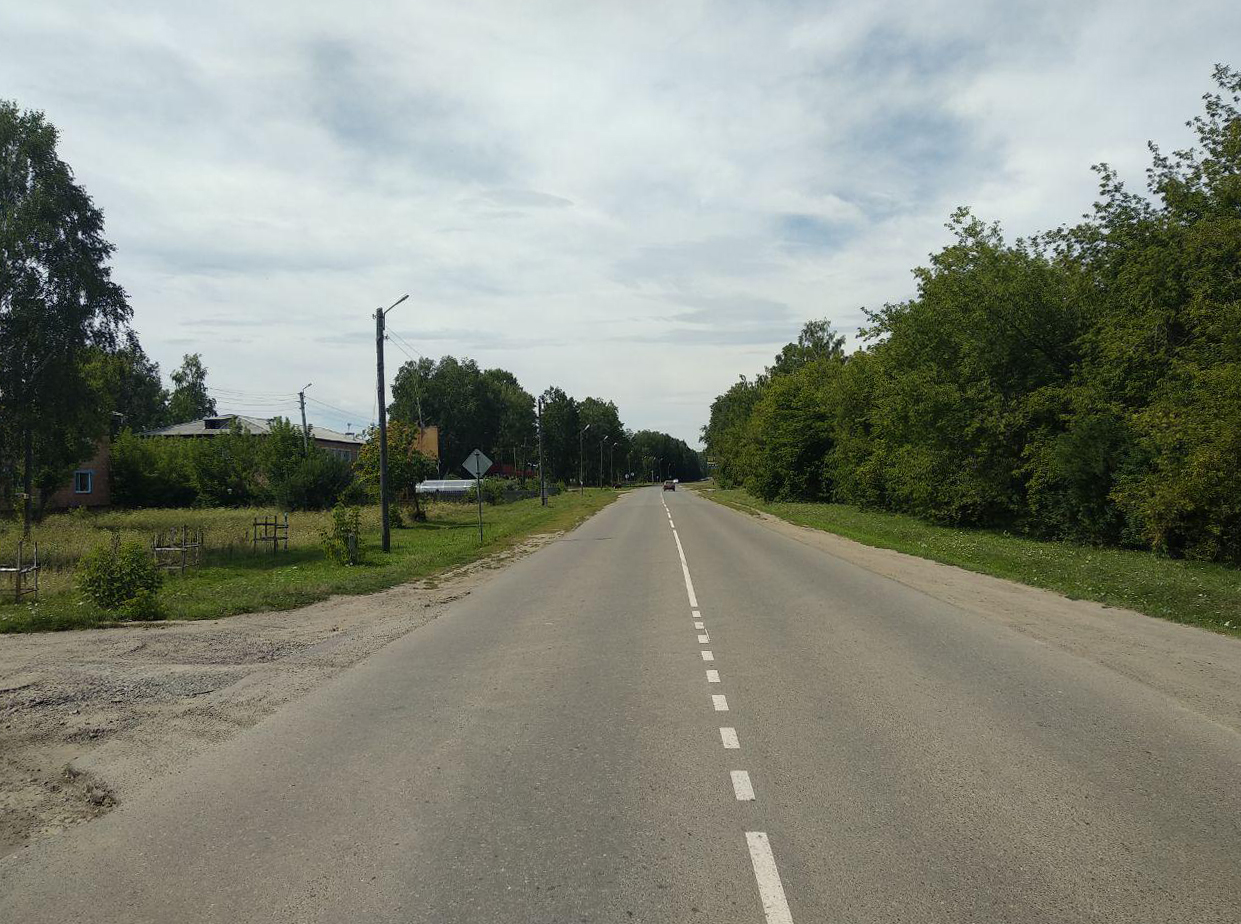
улица Карла Маркса, 2018 год

## Инфраструктура
В селе работают две средних школы, межшкольный методический центр, профессиональное училище, пять детских садов, районная детская школа искусств, две библиотеки, Дом культуры. Медицинские услуги жителям села оказывают в центральной районной больнице. В 2010 году в селе начали строить новый микрорайон Аэродромный для молодых семей и молодых специалистов, первые дома которого уже заселили в 2011 году.
Для занятий спортом в Ермаковском открыты площадки, школьные спортзалы. В селе также работает районная детско-юношеская спортивная школа.

## Достопримечательности
В Ермаковском работает филиал историко-этнографического музея-заповедника «Шушенское», который включает в себя два дома: в одном жили ссыльные социал-демократы Лепешинские, в другом — революционер А. А. Ванеев. В Ермаковском находится его могила, дом, в котором жил в ссылке соратник Ленина В. К. Курнатовский (в настоящее время используется как жилой дом). В селе жил революционер М. А. Сильвин. Есть музей природы, в котором есть картины и работы местных художников и мастеров декоративно-прикладного искусства.

## Сотовая связь
В Ермаковском действуют пять операторов сотовой связи — Билайн, МТС, МегаФон, Tele2 и Yota.

## Известные уроженцы
- Брагин, Василий Петрович — Герой Советского Союза.
- Сафонов, Кирилл Леонович — актёр.
- Кабак, Николай Пантелеевич — Герой Советского Союза.